# Кузьмин, Пётр Степанович
Пётр Степанович Кузьмин (1904 — ?) — советский партийный и государственный деятель, председатель Астраханского облисполкома (1953—1963).

## Биография
Родился в деревне Малые Колосовицы. Член ВКП(б) с 1928 г.
В 1921—1943 годах — на советской работе в Лысковском уезде, военнослужащий РККА, председатель Княгининского общества потребителей, председатель Большемурашкинского и Ветлужского райисполкомов, первый секретарь Ветлужского райкома ВКП(б), заместитель председателя Горьковского облисполкома.
- 1943—1949 гг. — председатель исполнительного комитета Саратовского областного Совета,
- 1949—1952 гг. — слушатель Высшей партийной школы при ЦК ВКП(б).
- 1952—1953 гг. — заместитель председателя исполнительного комитета Астраханского областного Совета,
- 1953—1963 гг. — председатель исполнительного комитета Астраханского областного Совета.

С 1963 г. на пенсии.